# Herbert Meißner (Wirtschaftswissenschaftler)
Herbert Meißner (* 16. Mai 1927 in Dresden; † 1. Februar 2021) war ein deutscher marxistischer Ökonom.

## Leben
Meißner wurde mit 18 Jahren Mitglied der KPD (nach der Zwangsvereinigung von SPD und KPD der SED). An der Universität Leipzig studierte er Wirtschaftswissenschaften, die Abschlussprüfung legt er 1951 ab. Anschließend war er im Staatssekretariat für Hochschulwesen als Abteilungsleiter für Fragen des Gesellschaftswissenschaftlichen Grundstudiums zuständig. Nachdem er eine Zeit lang auch in Leningrad studiert hatte (dort Promotion 1956), bekam er nach seiner Habilitation einen Lehrstuhl an der Hochschule für Ökonomie in Ost-Berlin.
Am Zentralinstitut für Wirtschaftswissenschaften der Akademie der Wissenschaften der DDR in Ost-Berlin war Meißner zunächst Abteilungsleiter, später einer von drei stellvertretenden Direktoren. Drei Jahre lang war er stellvertretender Generalsekretär der Akademie der Wissenschaften. 1981 wurde er ordentliches Mitglied der Akademie. Außerdem war Meißner stellvertretender Vorsitzender des Rates für Imperialismusforschung, Mitglied im Vorstand des 1974 an der Akademie der Wissenschaften der DDR gegründeten Nationalkomitees für politische Wissenschaften der DDR und Mitglied des Komitees für wissenschaftliche Fragen der Sicherung des Friedens und der Abrüstung. In seiner Position gehörte er zum sogenannten Reisekader der DDR. Ende der 1970er Jahre wurde er Inoffizieller Mitarbeiter des Ministeriums für Staatssicherheit der DDR.
Nachdem er 1986 bei einem Ladendiebstahl im West-Berliner Kaufhaus Wertheim ertappt wurde, wollte er anschließend in der Bundesrepublik bleiben und bat um Kontakt zum Bundesnachrichtendienst in Pullach bei München, wo er befragt wurde. Nachdem die Bundesanwaltschaft zunächst einen Haftbefehl gegen ihn ausstellte, der später wieder aufgehoben wurde, kehrte er über die DDR-Vertretung in Bonn wieder in die DDR zurück. Nach seiner Rückkehr war er für längere Zeit in der psychiatrischen Abteilung des Regierungskrankenhauses Berlin-Buch, zum 31. Dezember 1986 wurde er vom Präsidenten der Akademie der Wissenschaften „entpflichtet“ und für ihn eine eigene Arbeitsgruppe Geschichte der politischen Ökonomie am dortigen Zentralinstitut für Wirtschaftswissenschaften geschaffen.
Meißner war Mitglied der Leibniz-Sozietät der Wissenschaften zu Berlin und Mitglied der Partei Die Linke. Er wohnte in Oranienburg bei Berlin.

## Publikationen (Auswahl)
- Herbert Meißner (Leitung des Autorenkollektivs): Zur ökonomischen Konzeption der SPD. Verlag Die Wirtschaft, Berlin 1957.
- Herbert Meißner, Willi Kunz, Fredo Müller (Übers. aus dem Russ.): Issachar Moissejewitsch Faingar: Die Entwicklung des deutschen Monopolkapitals – Grundriss. Verlag Die Wirtschaft, Berlin 1959.
- Wachstumstheorien – Retter des Kapitalismus?  Die moderne bürgerliche politische Ökonomie und der ökonomische Wettbewerb der beiden Weltsysteme. Verlag Die Wirtschaft, Berlin 1962.
- Herbert Meißner (Übers. aus dem Russ.): Izrailʹ G. Bljumin: Die Krise der modernen bürgerlichen politischen Ökonomie. (Akademie der Wissenschaften der UdSSR, Institut für Weltwirtschaft und Internationale Beziehungen) Dietz Verlag, Berlin 1962.
- Methodologische Probleme der Auseinandersetzung mit der bürgerlichen Ökonomie. Sitzungsberichte der Deutschen Akademie der Wissenschaften zu Berlin, Klasse für Philosophie, Geschichte, Staats-, Rechts- und Wirtschaftswissenschaften; Jg. 1964, Nr. 3.  Akademie-Verlag, Berlin 1964.
- Helmut Koziolek, Helmut Mann, Herbert Meißner: Aktuelle Probleme der politischen Ökonomie. Verlag Die Wirtschaft, Berlin 1966.
- Herbert Meißner (Hrsg.): Bürgerliche Ökonomie im modernen Kapitalismus. Ideologische und praktische Bedeutung der westdeutschen Wirtschaftstheorie. Deutsche Akademie der Wissenschaften zu Berlin, Institut für Wirtschaftswissenschaften. Dietz Verlag, Berlin 1967.
- Konvergenztheorie und Realität.  Akademie-Verlag, Berlin 1969, 2. Auflage 1971; Verlag Marxistische Blätter, Frankfurt (Main) 1971; Kossuth Könyvkiadó, Budapest 1971; Izdatel'stvo Progress, Moskva 1973; Nakladatelství Svoboda, Praha 1975.
- Theorie des Wirtschaftswachstums – Hoffnung und Dilemma der bürgerlichen Ökonomie. Akademie-Verlag, Berlin 1972; Verlag Marxistische Blätter, Frankfurt (Main) 1972.
- Methodologische Probleme der ideologischen Auseinandersetzung unter dem Einfluss der friedlichen Koexistenz. Sitzungsberichte der Akademie der Wissenschaften der DDR; Jg. 1975, Nr. 8 G : Gesellschaftswissenschaften. Akademie-Verlag, Berlin 1975.
- Herbert Meißner, Gertraud Wittenburg (Hrsg.): Beiträge zur Geschichte der politischen Ökonomie des Sozialismus. Dietz Verlag, Berlin 1975.
- Herbert Meißner (Hrsg.): Bürgerliche Ökonomie ohne Perspektive. Akademie der Wissenschaften der DDR, Zentralinstitut für Wirtschaftswissenschaften. Dietz Verlag, Berlin 1976; Verlag Marxistische Blätter, Frankfurt (Main) 1976.
- Heinrich Scheel (Hrsg.), Manfred Buhr, Gunther Kohlmey, Herbert Meißner: Zur Krise der bürgerlichen Ideologie. Vorträge vor der Klasse Gesellschaftswissenschaften I am 15. Dezember 1977 und 26. Januar 1978, hrsg. im Auftrage des Präsidenten der Akademie der Wissenschaften der DDR. Akademie-Verlag, Berlin 1978.
- Herbert Meißner (Hrsg.): Geschichte der politischen Ökonomie.  Dietz Verlag, Berlin 1978, 2. Auflage 1985; Verlag Marxistische Blätter, Frankfurt (Main) 1978.
- Herbert Meißner, Karlheinz Lohs (Hrsg.): Abrüstung, Wissenschaft, Verantwortung.  Akademie-Verlag, Berlin 1978.
- Herbert Meißner, Karlheinz Lohs (Hrsg.): Wissenschaft und Frieden. Akademie-Verlag, Berlin 1982.
- Neue Tendenzen bürgerlicher Sozialismuskritik und unsere Antikritik.  Vortrag in der Sitzung der Klasse Gesellschaftswissenschaften I am 12. November 1981. Akademie-Verlag, Berlin 1982.
- Die Beziehung von Klassenposition und Theoriebildung in der politischen Ökonomie von Karl Marx, in: Karl-Heinz Röder (Hrsg.): Karl Marx und die politische Theorie der Gegenwart, Staatsverlag, Ostberlin 1983, S. 63ff.
- Herbert Meißner, Karlheinz Lohs (Hrsg.): Frieden ohne Alternative. Akademie-Verlag, Berlin 1985.
- Die Physiokraten als wirtschaftspolitische Wegbereiter der Französischen Revolution. Vortrag in der Sitzung der Klasse Philosophie, Ökonomie, Geschichte, Staats- und Rechtswissenschaften der AdW der DDR am 13. April 1989. Akademie der Wissenschaften der DDR: Sitzungsberichte der Akademie der Wissenschaften der DDR / G / Gesellschaftswissenschaften; Jg. 1990, Nr. 1. Akademie-Verlag, Berlin 1990.
- Karl Hartmann, Herbert Meißner: Produktivkräfte und Produktionsverhältnisse in der Gegenwart. GNN-Verlag, Schkeuditz 2010, ISBN 978-3-89819-342-9.
- Trotzki und Trotzkismus – gestern und heute. Eine marxistische Analyse. Verlag Wiljo Heinen, Berlin 2011, ISBN 978-3-939828-82-2, 2. Auflage 2012, ISBN 978-3-95514-002-1.
- Gewaltlosigkeit und Klassenkampf – revolutionstheoretische Überlegungen. Verlag Wiljo Heinen, Berlin 2014, ISBN 978-3-95514-012-0.